# Catenaria indica
Catenaria indica är en svampart som beskrevs av S.L. Singh & Pavgi 1970. Catenaria indica ingår i släktet Catenaria och familjen Catenariaceae.   Inga underarter finns listade i Catalogue of Life.